# Universitätsbibliothek Breslau
Die Universitätsbibliothek Breslau (polnisch: Biblioteka Uniwersytecka we Wrocławiu, lateinisch: Bibliotheca Universitatis Wratislaviensis) ist die zentrale Bibliothek der Universität Breslau. Mit knapp vier Millionen Bestandsmedien ist sie die größte Bibliothek Schlesiens und neben der Schlesischen Bibliothek Kattowitz (polnisch: Biblioteka Śląska) stark mit dem kulturellen Erbe der Region verbunden.

## Geschichte
| Amtszeit  | Name                     | Lebensdaten |
| --------- | ------------------------ | ----------- |
| 1811–1822 | Johann Gottlob Schneider | 1750–1822   |
| 1824–1838 | Ludwig Wachler           | 1767–1838   |
| 1838–1872 | Peter Elvenich           | 1796–1886   |
| 1872–1886 | Karl Dziatzko            | 1842–1903   |
| 1886–1901 | Joseph Staender          | 1842–1917   |
| 1901–1907 | Wilhelm Erman            | 1850–1932   |
| 1907–1921 | Fritz Milkau             | 1859–1934   |
| 1921–1924 | Otto Günther             | 1864–1924   |
| 1925–1927 | Richard Oehler           | 1878–1948   |
| 1927–1932 | Karl Christ              |             |
| 1932–1945 | Joseph Deutsch           | 1885–1966   |
|           |                          |             |
| 1945–1963 | Antoni Knot              | 1904–1982   |
| 1963–1969 | Jadwiga Pełczyna         | 1909–1990   |
| 1969–1975 | Mieczysław Szczerbiński  | 1900–1981   |
| 1975–1981 | Bartłomiej Kuzak         | 1937–       |
| 1981–1987 | Józef Długosz            | 1928–2014   |
| 1987–1990 | Stefan Kubów             | 1948–       |
| 1990–2002 | Andrzej Ładomirski       | 1935–       |
| 2002–2023 | Grażyna Piotrowicz       | 1957–       |
| 2023–2024 | Monika Górska            |             |
| seit 2024 | Dorota Siwecka           |             |

### Königliche und Universitätsbibliothek Breslau
Die Universitätsbibliothek Breslau entstand 1811 durch die Zusammenführung der Bibliotheksbestände der 1702 durch den habsburgischen Kaiser Leopold I. gegründeten Breslauer Leopoldina und der 1506 durch den brandenburgischen Kurfürst Joachim I. gegründeten Brandenburgischen Universität Frankfurt. Hinzu kamen die Bestände von rund 70 säkularisierten schlesischen Klosterbibliotheken, welche bis 1815 durch Johann Gustav Büsching, der als „Königlicher Preußischer Commisarius zur Übernahme der Bibliotheken, Archive und Kunstsachen in den aufgehobenen Klöstern Schlesiens“ eingesetzt worden war, als „Schlesische Centralbibliothek Breslau“ zusammengeführt wurden.
Zum ersten Direktor der Universitätsbibliothek wurde am 12. November 1811 der Philologe Johann Gottlob Schneider (1750–1822) ernannt. Am 25. Mai 1812 übernahm Scheider auch die Leitung der Schlesischen Zentralbibliothek, und am 19. Mai 1815 wurden beide Bibliotheken als Königliche und Universitätsbibliothek Breslau zusammengelegt. Ab 1824 besaß die Bibliothek das Pflichtexemplarrecht für Schlesien. 1886 erhielt die Bibliothek eine Schenkung von rund 68.000 Bänden aus der Büchersammlung der Schlesischen Gesellschaft für vaterländische Cultur. Als vierter Direktor der Bibliothek veröffentlichte Karl Dziatzko ebenfalls im Jahre 1886 Regeln für eine alphabetische Katalogisierung der Bibliotheksbestände.
Der Gesamtbestand der Universitätsbibliothek umfasste 1823 rund 120.000 Bände, 1857 rund 184.000 Bände und 1910 rund 371.500 Bände.

### Staats- und Universitätsbibliothek Breslau
Infolge der deutschen Novemberrevolution und der Ausrufung des Freistaats Preußen wurde die Bibliothek 1919 in Staats- und Universitätsbibliothek umbenannt. 1933 wurde die Bibliothek der Technischen Hochschule (gegr. 1910) mit der Universitätsbibliothek vereinigt.
Der Gesamtbestand der Bibliothek umfasste 1935 rund 712.500 Bände, und 1943 rund 797.500 Bände. Im Verlauf des Zweiten Weltkriegs wurden die kostbarsten Bestände der Bibliothek ausgelagert. Die nicht-ausgelagerte Bestände der Universitätsbibliothek blieben zwar während der Schlacht um Breslau (1945) weitestgehend unversehrt, waren jedoch nach Ende des Krieges zu großen Teilen vernichtet.

### Universitätsbibliothek Wrocław
1945 wurde der Volksrepublik Polen gemäß dem Potsdamer Abkommen die Verwaltungshoheit in Schlesien übertragen. Der Stadtrat der Stadt Wrocław entschied sich am 28. Mai 1946 für einen Neuaufbau der Universitätsbibliothek (polnisch: Biblioteka Uniwersytecka) und einer Zusammenlegung der während des Krieges ausgelagerten Bestände von ehemaliger Staats- und Universitätsbibliothek sowie ehemaliger Stadtbibliothek Breslau. Außerdem wurde die Bibliothek durch polnische Sammlungen ergänzt und umfangreiche Neuerwerbungen forciert. Der erste Direktor der Bibliothek nach dem Krieg wurde Antoni Knot (1904–1982).

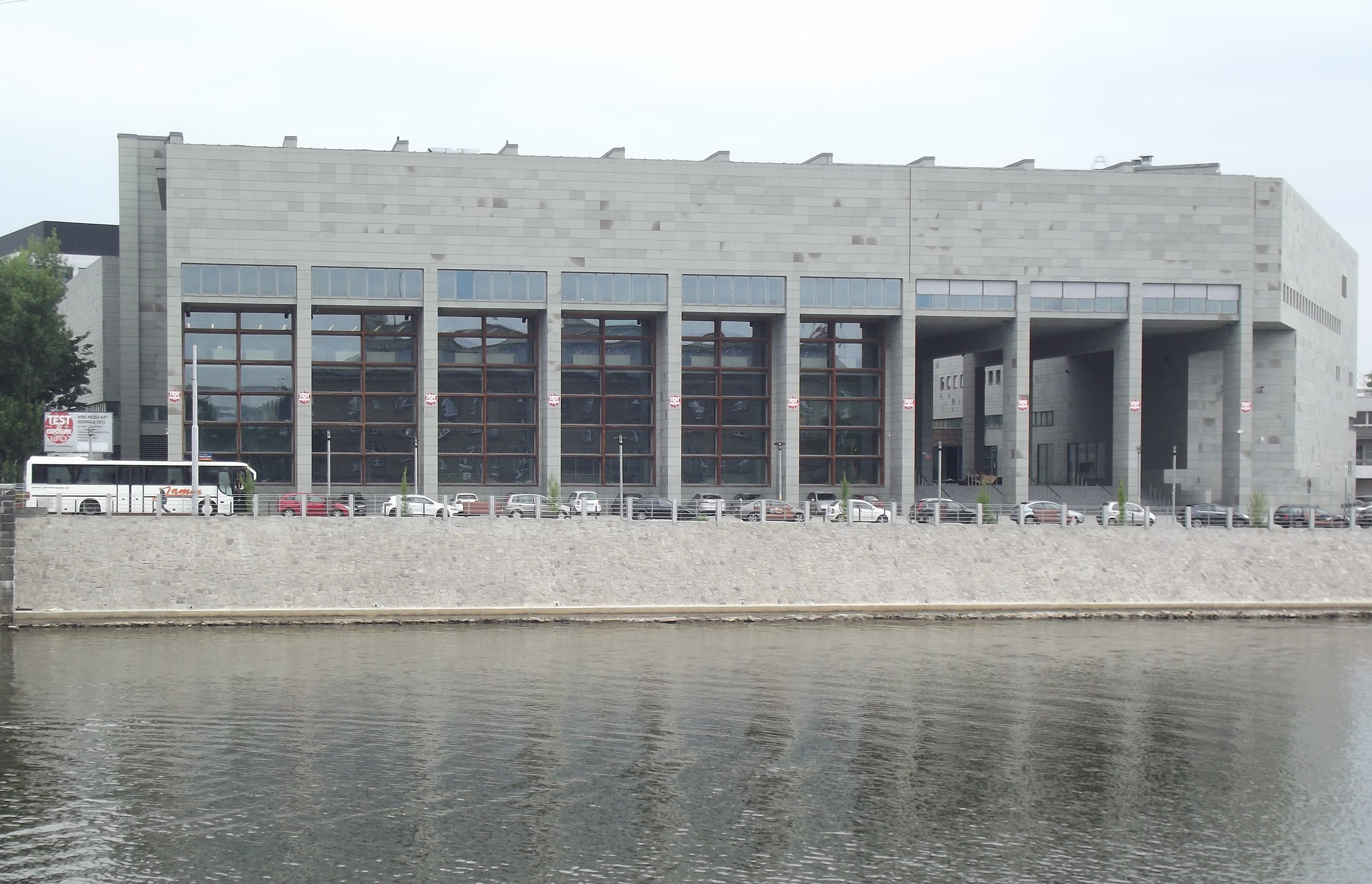
Bibliotheksneubau

Infolge der politischen Wende in Polen seit Ende der 1980er Jahre, wurden zahlreiche internationale Kooperationsprojekte initiiert: Seit 1992 unterhält die Universitätsbibliothek eine Österreich-Bibliothek. Mit finanzieller Unterstützung der Andrew W. Mellon-Stiftung und u. a. in Zusammenarbeit mit der Europa-Universität Viadrina werden seit 1993 die Bibliotheksbestände digitalisiert. Seit 1995 veröffentlicht die Bibliothek die wissenschaftliche Heftreihe „Bibliothecalia Wratislaviensia“. 2011 feierte die Bibliothek ihr 200-jähriges Jubiläum.

## Standorte

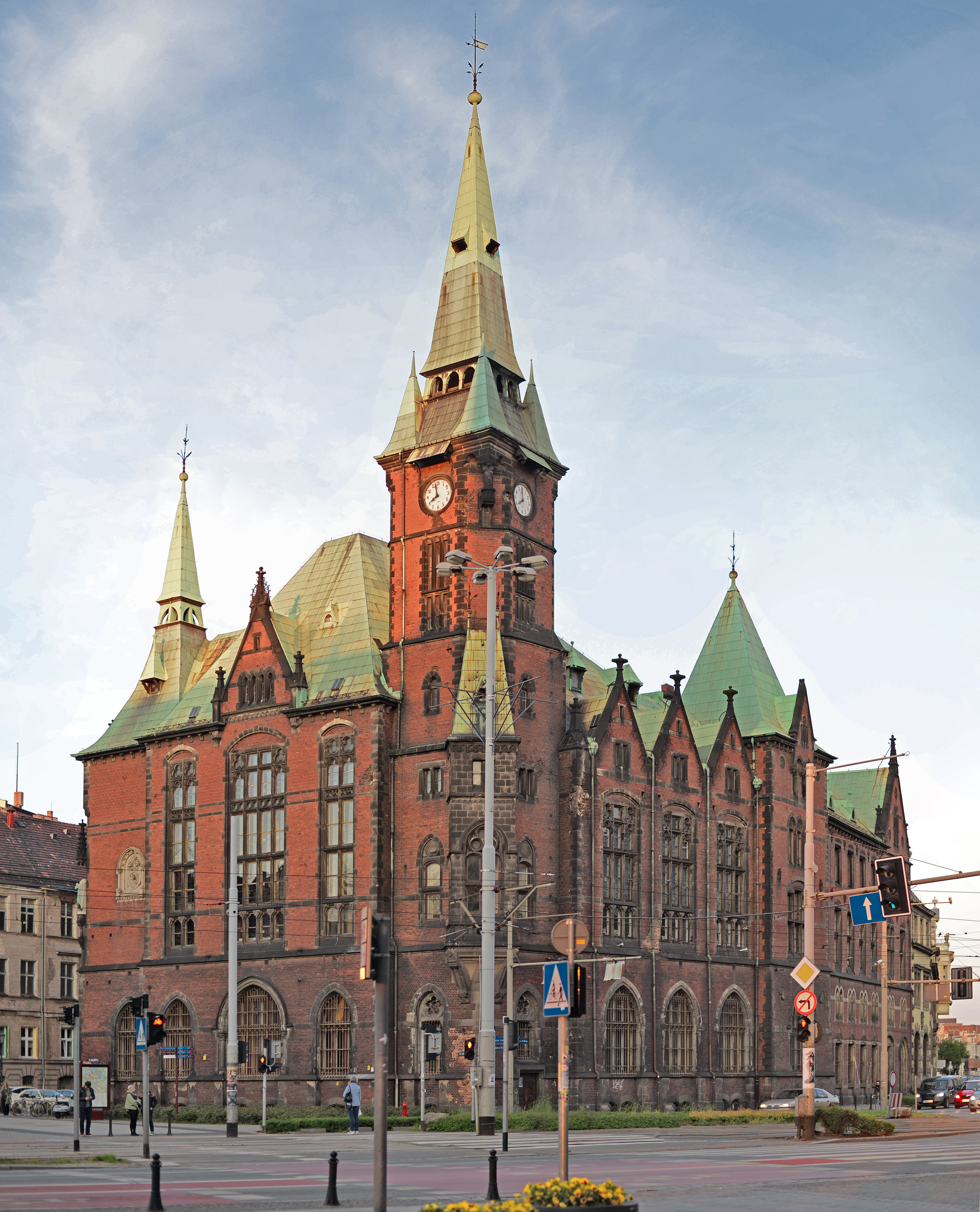
Hauptgebäude an der Karola-Szajnochy-Straße, erbaut 1891 nach Plänen des Architekten Richard Plüddemann

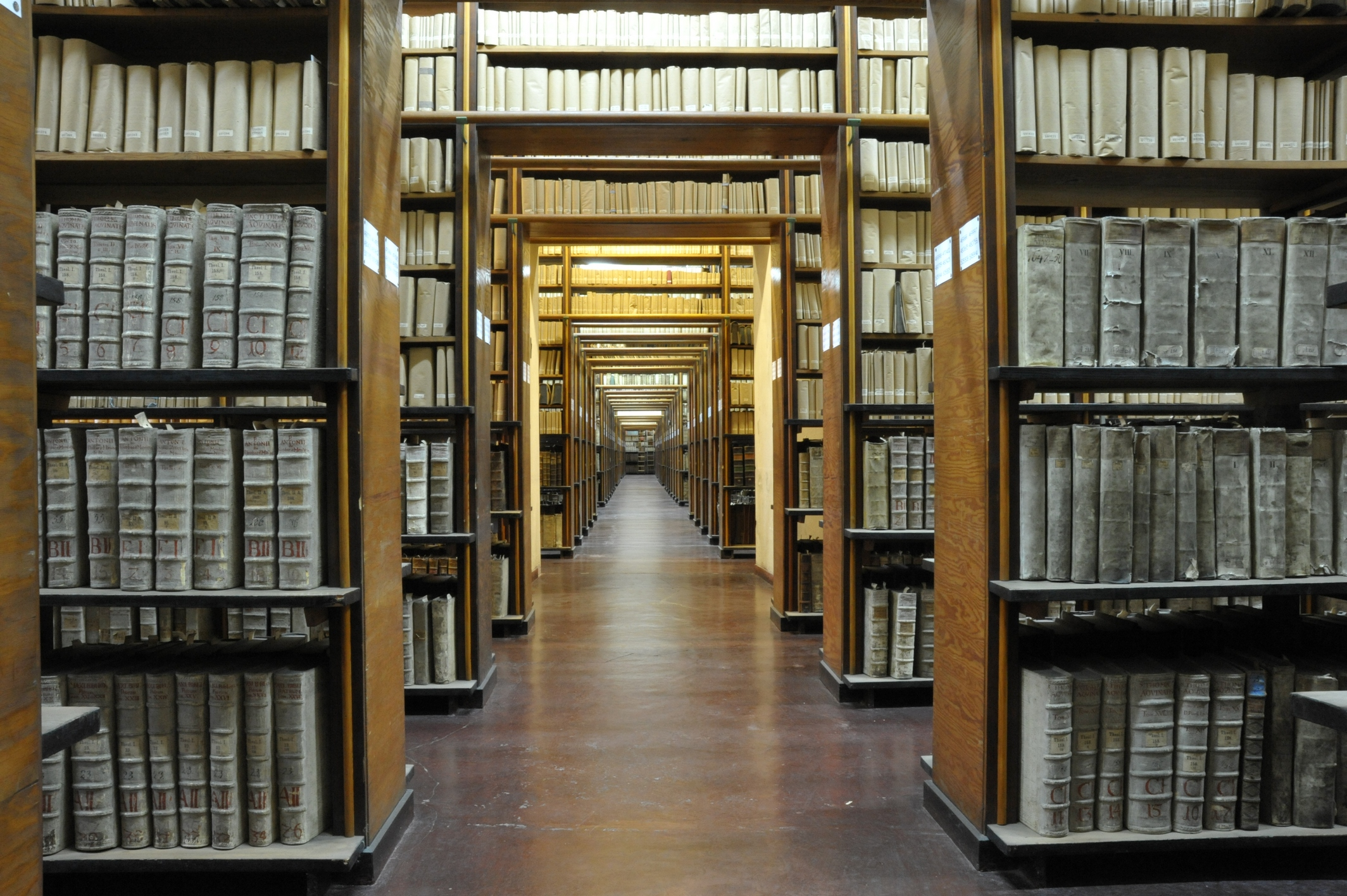
Blick in den Innenraum

Die Universitätsbibliothek erstreckt sich über drei gesonderte Gebäude: die Bestände der allgemeinen Sammlungen befinden sich in einem Gebäude in der Szajnocha-Straße, die Sondersammlungen mit den ihnen entsprechenden Lesesälen in einem barocken Gebäude in der Św. Jadwiga-Straße, und die Abteilungen der Bestandserschließung, die Computer-Abteilung, die Direktion und Verwaltung wie auch die für das weite Publikum zugängliche Ausstellungsräume in einem neugotischen Gebäude in der Karola-Szajnochy-Straße. Am Oder-Boulevard wird seit 2003 ein Bibliotheksneubau von knapp 40.000 m² Bruttogeschossfläche errichtet und soll 2013 eröffnet werden.

## Sammlungen und Bestände
Die Universitätsbibliothek Breslau verfügt neben der Zentralbibliothek über ein Netzwerk von rund 40 Fakultäts- und Institutsbibliotheken.

### Allgemeine Sammlungen
Die Allgemeinen Sammlungen umfassen alle an der Universität vertretenen Wissenschaftsgebiete der zehn Fakultäten:
- Fakultätsbibliothek für Biowissenschaften
- Fakultätsbibliothek für Chemie
- Fakultätsbibliothek für Gesellschaftswissenschaften
- Fakultätsbibliothek für Recht, Verwaltung und Ökonomie
- Fakultätsbibliothek für Philologie
- Fakultätsbibliothek für Physik und Astronomie
- Fakultätsbibliothek für Geschichte und Pädagogik
- Fakultätsbibliothek für Sozialwissenschaften
- Fakultätsbibliothek für Mathematik und Informatik

### Sondersammlungen

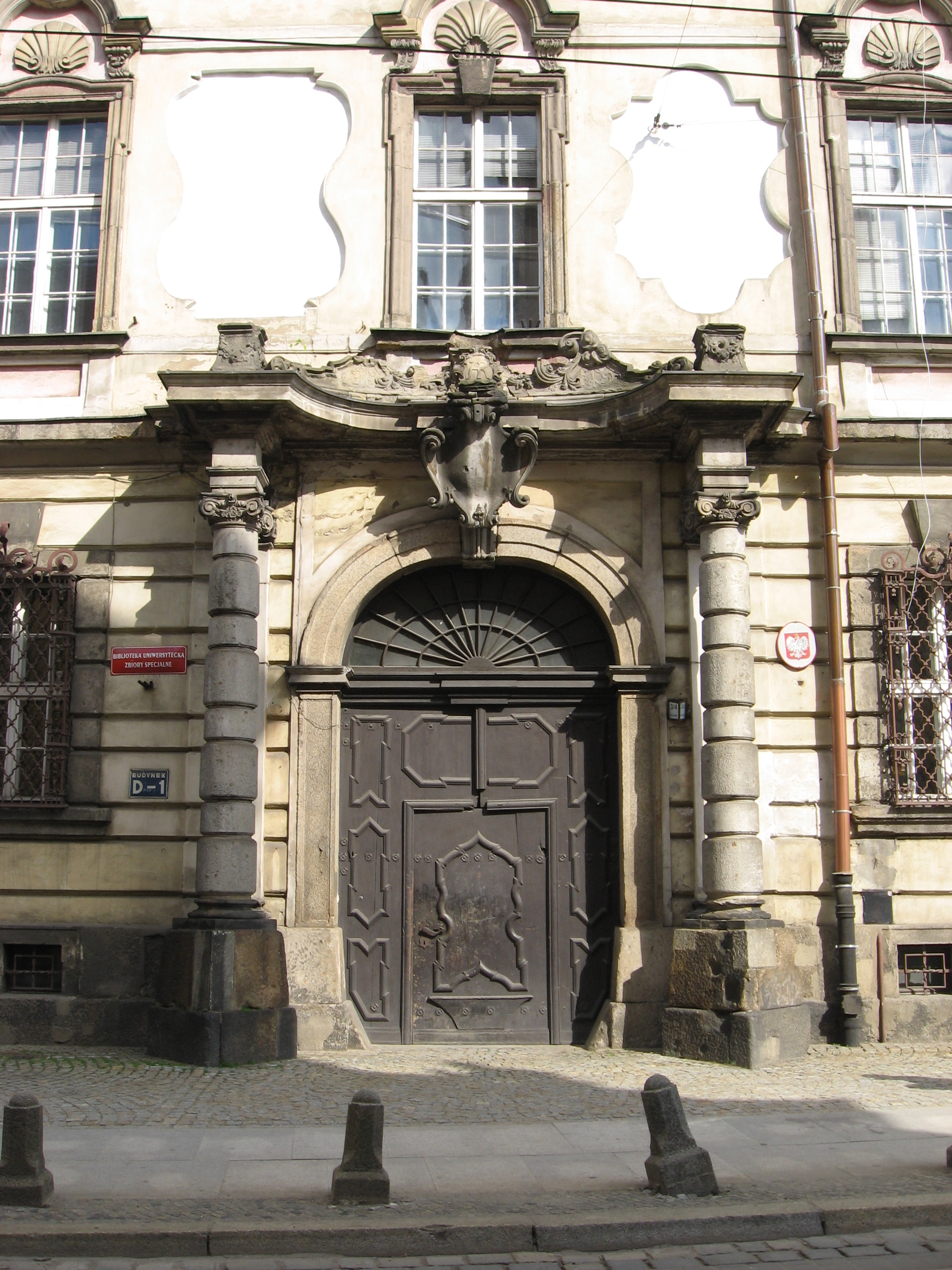
Eingang der Besonderen Sammlungen in der Św. Jadwiga-Straße

Die Sondersammlungen besitzt in Polen den größten Bestand mittelalterlicher Handschriften (rund 3.000) und Altdrucke (circa 310.000) sowie nach der Jagiellonischen Bibliothek in Krakau den zweitgrößten Bestand an Inkunabeln (über 3.000). Zu den wichtigsten historischem Sammlungen gehören die Silesiaca und Lusatica.

#### Alte Drucke
Die Sammlung der Alten Drucke (bis 1800) umfasst ca. 315.000 Medien und gliedert sich in folgende Teilsammlungen: ehem. Stadtbibliothek, Silesiaca- und Slavica-Sammlung, Bibliotheca Rudolphina Liegnitz, Peter-und-Paul-Kirchenbibliothek Liegnitz, ehem. Gymnasialbibliothek Brieg.

#### Schlesisch-Lausitzer Sammlung
Die Schlesisch-Lausitzer Sammlung (ehem. Schlesisch-Lausitzer Kabinett) besteht aus „Silesiaca“ und „Lusatica“: d. h. Drucke, die die Regionen Schlesien und Lausitz betreffen. Als „Silesiaca“ gelten Materialien, die inhaltlich mit der Region Schlesien verbunden sind, einschließlich Biographien von in Schlesien wirkenden Persönlichkeiten und „Polonica“ (polnischer Veröffentlichungen, die vor 1945 herausgegeben wurden). „Lusatica“ sind Materialien, die der Region gewidmet sind, ohne Berücksichtigung auf Sprache oder Erscheinungsort, d. h. auch Werke in sorbischer Sprache.